# Asselien
| Systeem                                                                                   | Serie         | Etage         | Ouderdom (Ma) | Lithostratigrafie |
| ----------------------------------------------------------------------------------------- | ------------- | ------------- | ------------- | ----------------- |
| Trias                                                                                     | Onder         | Indien        | jonger        | Buntsandstein     |
| Perm                                                                                      | Lopingien     | Changhsingien | 252,2–254,2   | Buntsandstein     |
| Perm                                                                                      | Lopingien     | Changhsingien | 252,2–254,2   | Zechstein         |
| Perm                                                                                      | Lopingien     | Wuchiapingien | 254,2–259,9   |                   |
| Perm                                                                                      | Guadalupien   | Capitanien    | 259,9–265,1   |                   |
| Perm                                                                                      | Guadalupien   | Wordien       | 265,1–268,8   |                   |
| Perm                                                                                      | Guadalupien   | Roadien       | 268,8–272,3   |                   |
| Perm                                                                                      | Cisuralien    | Kungurien     | 272,3–279,3   | Rotliegend        |
| Perm                                                                                      | Cisuralien    | Artinskien    | 279,3–290,1   | Rotliegend        |
| Perm                                                                                      | Cisuralien    | Sakmarien     | 290,1–295,5   | Rotliegend        |
| Perm                                                                                      | Cisuralien    | Asselien      | 295,5–298,9   | Rotliegend        |
| Carboon                                                                                   | Pennsylvanien | Gzhelien      | ouder         | Rotliegend        |
| Carboon                                                                                   | Pennsylvanien | Gzhelien      | ouder         |                   |
| Indeling van het Perm volgens de ICS samen met de Europese lithostratigrafische indeling. |               |               |               |                   |

Het geologisch tijdperk Asselien (Vlaanderen: Asseliaan) is de oudste tijdsnede (of de onderste etage in chronostratigrafische termen) van het Vroeg-Perm (Rotliegend of Cisuralien), met een ouderdom van 298,9 ± 0,2 tot 295,5 ± 0,4 Ma. Het werd voorafgegaan door het Carbonische Gzhelien; na (op) het Asselien komt het Sakmarien.

## Naamgeving en definitie
Het Asselien is genoemd naar de rivier de Assel in de Oeral, Kazachstan. De GSSP ligt in het dal van de Aidaralasj in de buurt van de stad Aqtöbe. Het Asselien werd in 1954 door de stratigraaf V.E. Roezjentsjev gescheiden van het Sakmarien, waar het tot dan toe onderdeel van was. In West-Europa wordt meestal de correleerbare etage Autunien gebruikt, naar de Franse stad Autun.
De basis van het Asselien wordt gedefinieerd door het eerste voorkomen van de conodont Streptognathodus isolatus. De top wordt gedefinieerd door het eerste voorkomen van de conodont Streptognathodus postfusus.
In West-Europa worden tijdens het Asselien de rode zandsteen en conglomeraat van het Rotliegend gevormd. Verwarrend is, dat TNO de naam Rotliegend ook gebruikt voor een tijdvak. De basis van de lithostratigrafische eenheid Rotliegend ligt echter al in het Carboon.